# Kanton Maragua
Der Kanton Maragua ist ein Verwaltungsbezirk im Departamento Chuquisaca im südamerikanischen Anden-Staat Bolivien.

## Lage im Nahraum
Der Kanton Maragua ist einer von dreizehn Cantones des Landkreises (bolivianisch: Municipio) Sucre in der Provinz Oropeza und liegt im zentralen westlichen Teil des Landkreises. Es grenzt im Norden an den Kanton Chaunaca, im Westen an den Kanton Potolo, im Südwesten an das Departamento Potosí, im Süden an den Kanton Quila Quila, im Südosten an den Kanton San Sebastian, und im Osten an den Kanton Mamahuasi.
Der Kanton erstreckt sich zwischen 19° 00' und 19° 07' südlicher Breite und 65° 21' 30" und 65° 30' 30" westlicher Breite, er misst von Norden nach Süden bis zu zehn Kilometer und von Westen nach Osten bis zu fünfzehn Kilometer. Der Kanton besteht aus dreizehn Ortschaften (localidades), zentraler Ort ist Maragua mit 227 Einwohnern (Volkszählung 2012) im zentralen Teil des Kantons.

## Geographie
Maragua liegt östlich des bolivianischen Altiplano am Westrand der Cordillera Central. Das Klima ist ein gemäßigtes Höhenklima und ein typisches Tageszeitenklima, bei dem die mittlere Temperaturschwankung im Tagesverlauf stärker ausfällt als im Jahresverlauf.
Die Jahresdurchschnittstemperatur in den Tallagen der Region liegt bei etwa 16 °C (siehe Klimadiagramm Sucre), die Monatsdurchschnittswerte schwanken zwischen 14 °C im Juni/Juli und 17 °C im Oktober/November. Der Jahresniederschlag beträgt etwa 700 mm und weist fünf aride Monate von Mai bis September mit Monatswerten unter 25 mm auf, und eine deutliche Feuchtezeit von Dezember bis Februar mit Monatsniederschlägen zwischen 125 und 150 mm.

## Bevölkerung
Die Einwohnerzahl des Kantons ist in dem Jahrzehnt zwischen den beiden letzten Volkszählungen geringfügig zurückgegangen:
| Jahr | Einwohner | Quelle           |
| ---- | --------- | ---------------- |
| 1992 | 1.732     | Volkszählung     |
| 2001 | 1.651     | Volkszählung     |
| 2012 | .         | noch keine Daten |

Aufgrund der historisch gewachsenen Bevölkerungsentwicklung weist die Region einen hohen Anteil an Quechua-Bevölkerung auf, im Municipio Sucre sprechen 61,6 Prozent der Bevölkerung die Quechua-Sprache.

## Gliederung
Der Kanton Maragua gliedert sich in die folgenden acht Unterkantone (vicecantones):
- Comunidad Humaca – 3 Ortschaften – 386 Einwohner (2001)
- Comunidad Irupampa – 2 Ortschaften – 248 Einwohner
- Comunidad Majada – 1 Ortschaft – 114 Einwohner
- Comunidad Socapampa – 1 Ortschaft – 151 Einwohner
- Comunidad Ulupicas – 1 Ortschaft – 95 Einwohner
- Maragua – 3 Ortschaften – 496 Einwohner
- Thontorca – 1 Ortschaft – 61 Einwohner
- Localidad Ruffo – 1 Ortschaft – 100 Einwohner